# Ethel Caterham
Ethel May Caterham (nacida Ethel May Collins, Shipton Bellinger, Hampshire, Inglaterra, 21 de agosto de 1909) es una supercentenaria británica que, tras la muerte de Inah Canabarro Lucas el 30 de abril de 2025, es la persona viva más longeva del mundo. Además, es la persona británica más longeva de todos los tiempos. Tiene 116 años.

## Biografía
Caterham nació el 21 de agosto de 1909 como Ethel May Collins, la segunda más joven de los 8 hijos, y fue criada en Tidworth, Wiltshire. Su hermana Gladys Babilas murió en 2002 con 104 años.
A los 18 años, Ethel consiguió su primer trabajo como niñera para una familia británica en la India. Impulsada por un espíritu aventurero, emprendió el viaje de tres semanas en barco sola en 1927. Más tarde recordó con cariño su tiempo en la India, describiendo una vida en la que eran atendidos por el personal doméstico y abrazaban tanto las tradiciones británicas, como la Navidad, como las costumbres indias, como el Tiffin y el té. Durante cuatro años, trabajó como niñera tanto en la India como en el Reino Unido.
Sobrevivió al COVID-19 en 2020 con 110 años.
Como dato, Carterham es la última súbdita con vida del rey Eduardo VII, la última persona aún con vida nacida en la década de 1900 y, por consiguiente, la última de 1909.

## Longevidad
Tras la muerte de Mollie Walker, de 112 años, el 22 de enero de 2022, Ethel Caterham se convirtió en la persona viva más anciana británica.
Tras la muerte de Maria Branyas Morera el 19 de agosto de 2024, Caterham se convirtió en la persona viva más anciana conocida de Europa.
El 7 de abril de 2025, a la edad de 115 años y 229 días, Caterham superó la edad de Charlotte Hughes para convertirse en la persona británica más vieja de la historia, récord que Hughes ostentaba desde hacía 33 años.
Tras la muerte de Inah Canabarro Lucas, de Brasil, el 30 de abril de 2025, Caterham se convirtió en la persona viva más longeva del mundo. También es la primera persona británica que ostenta el título de «Persona viva más anciana» desde Anna Eliza Williams (1873-1987).

## Vida privada
Caterham contrajo matrimonio con Norman Caterham, quien falleció en 1976. Tuvieron 2 hijas, Gem (fallecida en la década de los 2000) y Anne (fallecida en la década de los 2020).